# Ford Indigo
La Ford Indigo est un concept car développé par le constructeur automobile américain Ford pour le circuit du salon de l'auto de 1996 et conçu par le directeur du design et technique de Ford, Claude Lobo. Seuls deux exemplaires ont été construits, dont un seul était réellement fonctionnel. Il a fallu six mois à Ford entre les conceptions informatiques originales et la voiture d'exposition finie. Le concept fonctionnel appartient toujours à Ford. La voiture d'exposition non fonctionnelle a été vendue aux enchères.

## Histoire
L'Indigo a été développée pour présenter les technologies des futures Indy car de Ford, y compris les nouveaux matériaux et les nouvelles techniques de construction ainsi que les améliorations du groupe motopropulseur et de l'aérodynamisme. Le châssis monocoque a été développé en collaboration avec Reynard Motorsport sous la forme d'un bac monobloc en matériau composite en fibre de carbone, auquel la suspension est directement attachée. La suspension était une copie directe, tant dans la conception que dans les matériaux, des différentes Indy car de Reynard, ne nécessitant que de légères modifications pour permettre une configuration deux places.

## Caractéristiques et performances
L'Indigo fonctionnelle avait un moteur V12 DOHC à 48 soupapes de 6,0 L qui utilise les pistons, les anneaux, les tiges et le train de soupapes du moteur V6 Duratec de Ford que l'on trouve dans les Taurus et Mercury Sable. Le moteur n'a aucun rapport avec le V12 utilisé dans le concept GT90 dévoilé un an plus tôt (utilisant des pièces du moteur V8 Modular), bien que les deux aient la même cylindrée. Le moteur a une puissance de 441 ch (324 kW) à 6 100 tr/min et 549 N m de couple à 5 250 tr/min. Ce moteur alimentera plus tard de nombreuses voitures fabriquées par Aston Martin, qui appartenait à Ford jusqu'en 2007. Le moteur était directement boulonné au châssis et c'est un élément porteur pour certains composants de la suspension, comme c'est le cas avec la plupart des Indy car. La boîte-pont est une unité à 6 vitesses avec un embrayage manuel et les changements de vitesses se font avec un bouton-poussoir monté sur le volant, développé par Reynard pour ses Indy car. Ford a affirmé que le moteur était si efficace qu'il devrait être capable de consommer 8,4 litres aux 100 km sur autoroute. Cinq de ces moteurs ont été construits par Cosworth sur commande de Ford et sont conservés par la société.
L'Indigo utilise des roues Fikse modulaires en trois parties (mesurant 17x11,5 pouces à l'avant et 18x12,5 pouces à l'arrière) enveloppées dans des larges pneus fournis par Goodyear. La direction est une unité assistée à pignon et crémaillère modifiée empruntée à la Taurus. Les freins sont de Brembo avec des rotors mesurant 335 mm à l'avant et 356 mm à l'arrière. L'Indigo accélère de 0 à 97 km/h en 4 secondes et elle pourrait atteindre une vitesse de pointe théorique de 290 km/h.

## Conception et fonctionnalités
La carrosserie en fibre de carbone et en fibre de verre de la voiture a des portes de style ciseaux pour un accès facile dans la voiture, lampes à décharge à haute intensité montées sur les rétroviseurs, sièges baquets profonds en cuir, une chaîne stéréo haut de gamme, climatisation et un harnais de course à quatre points pour renforcer le caractère routier de la voiture. L'intérieur utilisait un écran LCD derrière le volant pour afficher les informations vitales de la voiture au conducteur. La conception basse de la voiture intègre un nez de requin avec un aileron avant attaché et un aileron arrière intégré dans la carrosserie pour un aérodynamisme amélioré. L'aileron avant abrite également les clignotants à LED tandis que l'aileron arrière abrite l'ensemble du feu arrière à tube néon. La voiture supprime les ailes avant et arrière avec de petites ailes couvrant les larges pneus exposés. La voiture d'exposition statique avait une visière pour protéger les occupants du vent tandis que le prototype fonctionnel a supprimé la visière,.

## Autres média
La voiture a été présentée dans le jeu de course d'arcade Need for Speed II sur PC/PlayStation en tant que voiture de catégorie B, dans Ford Racing 2, Ford Racing 3 et également dans le jeu Project Gotham Racing 3 sur Xbox 360 sous le nom de «Ford Super Car Concept».